# World Invasion Party 'Til You Die Tour
World Invasion Party 'Til You Die Tour – trzecia trasa koncertowa zespołu Van Halen, promująca album Women and Children First. Trasa oficjalnie rozpoczęła się 19 marca 1980 i objęła 107 koncertów.

## Muzycy
Członkowie zespołu: David Lee Roth, Eddie Van Halen, Alex Van Halen, Michael Anthony.

## Daty i miejsca koncertów

### Stany Zjednoczone i Kanada
- 19 marca 1980: Victoria, BC, Kanada - Victoria Memorial Arena
- 21 marca 1980: Medford, OR - Jackson County Expo Center
- 22 marca 1980: Eugene, OR - Lane County Arena
- 24 marca 1980: Spokane, WA - Spokane Coliseum
- 25 marca 1980: Great Falls, MT - Four Seasons Arena
- 2 kwietnia 1980: Vancouver, BC, Kanada - Pacific Coliseum
- 3 kwietnia 1980: Portland, OR - Memorial Coliseum
- 4 kwietnia 1980: Seattle, WA - Seattle Center Coliseum
- 5 kwietnia 1980: Seattle, WA - Seattle Center Coliseum
- 7 kwietnia 1980: Calgary, AB, Kanada - Stampede Corral
- 8 kwietnia 1980: Edmonton, AB, Kanada - Northlands Coliseum
- 11 kwietnia 1980: Winnipeg, MA, Kanada - Winnipeg Arena
- 14 kwietnia 1980: Milwaukee, WI - MECCA Arena

### Stany Zjednoczone
- 24 kwietnia 1980: Cincinnati, OH - Riverfront Coliseum
- 30 kwietnia 1980: Pittsburgh, PA - Civic Arena
- 1 maja 1980: Largo, MD - Capital Center
- 5 maja 1980: Buffalo, NY - Buffalo Memorial Auditorium
- 6 maja 1980: Rochester, NY - Blue Cross Arena
- 7 maja 1980: Filadelfia, PA - The Spectrum

### Europa
- 24 maja 1980: Brema, Niemcy - Stadthalle
- 26 maja 1980: Geleen, Holandia - Pinkpop Festival
- 27 maja 1980: Ludwigshafen, Niemcy - Eberthalle
- 29 maja 1980: Essen, Niemcy - Grugahalle
- 30 maja 1980: Hamburg, Niemcy - Ernstmerkhalle
- 3 czerwca 1980: Paryż, Francja - Palais des Sports
- 7 czerwca 1980: Wurzburg, Niemcy - Carl -Diem -Halle
- 8 czerwca 1980: Norymberga, Niemcy - Hemmerleinhalle
- 10 czerwca 1980: Düsseldorf, Niemcy - Philipshalle
- 11 czerwca 1980: Stuttgart, Niemcy - Schylerhalle
- 19 czerwca 1980: Manchester, Anglia - Apollo Theatre
- 20 czerwca 1980: Manchester, Anglia - Apollo Theatre
- 21 czerwca 1980: Kolonia, Niemcy - ZDF RockPop
- 22 czerwca 1980: Birmingham, Anglia - Birmingham Odeon
- 23 czerwca 1980: Londyn, Anglia - Hammersmith Odeon
- 24 czerwca 1980: Londyn, Anglia - Hammersmith Odeon

### Stany Zjednoczone i Kanada
- 10 lipca 1980: Kalamazoo, MI - Wings Stadium
- 12 lipca 1980: Charleston, WV - Charleston Civic Center
- 13 lipca 1980: Toledo, OH - Toledo Sports Arena
- 15 lipca 1980: Montreal, QU, Kanada - Montreal Forum
- 16 lipca 1980: Ottawa, ON, Kanada - Ottawa Civic Centre
- 17 lipca 1980: London, ON, Kanada - London Gardens
- 18 lipca 1980: Toronto, ON, Kanada - Maple Leaf Gardens
- 21 lipca 1980: Hampton, VA - Hampton Coliseum
- 22 lipca 1980: Baltimore, MD - Baltimore Arena
- 25 lipca 1980: Boston, MA - Boston Garden
- 26 lipca 1980: Uniondale, NY - Nassau Coliseum
- 27 lipca 1980: Uniondale, NY - Nassau Coliseum
- 28 lipca 1980: Louisville, KY - Freedom Hall=
- 29 lipca 1980: Chicago, IL - International Amphitheater
- 30 lipca 1980: Indianapolis, IN - Market Square Arena
- 31 lipca 1980: St. Louis, MO - St. Louis Arena
- 1 sierpnia 1980: Memphis, TN - Mid-South Coliseum
- 2 sierpnia 1980: Little Rock, AR - Barton Coliseum
- 4 sierpnia 1980: Birmingham, AL - Birmingham Jefferson Civic Complex
- 8 sierpnia 1980: Ft. Myers, FL - Lee County Arena
- 9 sierpnia 1980: Hollywood, FL - Sport Auditorium
- 10 sierpnia 1980: Jacksonville, FL - Jacksonville Coliseum
- 11 sierpnia 1980: Ft. Myers, FL - Lee County Arena
- 12 sierpnia 1980: St. Petersburg, FL - Bayfront Center
- 15 sierpnia 1980: San Juan, PR - Roberto Clemente Coliseum
- 16 sierpnia 1980: San Juan, PR - Roberto Clemente Coliseum
- 22 sierpnia 1980: Kansas City, MO - Kemper Arena
- 23 sierpnia 1980: Omaha, NE - Omaha Civic Auditorium
- 24 sierpnia 1980: Salina, KS - Bicentennial Center
- 26 sierpnia 1980: Corpus Christi, TX - Corpus Christi Coliseum
- 27 sierpnia 1980: San Antonio, TX - Freeman Coliseum
- 28 sierpnia 1980: Houston, TX - Sam Houston Coliseum
- 29 sierpnia 1980: Shreveport, LA - Hirsch Memorial Coliseum
- 30 sierpnia 1980: Baton Rouge, LA - Riverside Complex
- 1 września 1980: Mobile, AL - Civic Center Arena
- 2 września 1980: Jackson, MS - Mississippi Coliseum
- 3 września 1980: Beaumont, TX - Fairpark Coliseum
- 4 września 1980: Dallas, TX - Reunion Arena
- 6 września 1980: Norman, OK - Owen Field
- 7 września 1980: Amarillo, TX - Amarillo Civic Center
- 8 września 1980: Amarillo, TX - Amarillo Civic Center
- 9 września 1980: Lubbock, TX - Lubbock Municipal Coliseum
- 10 września 1980: Albuquerque, NM - Tingley Coliseum
- 12 września 1980: Denver, CO - McNichols Sports Arena
- 13 września 1980: Denver, CO - McNichols Sports Arena
- 15 września 1980: Phoenix, AZ - Arizona Veterans Memorial Coliseum
- 16 września 1980: Tucson, AZ - McKale Center
- 18 września 1980: Fresno, CA - Selland Arena
- 19 września 1980: Los Angeles, CA - Los Angeles Sports Arena
- 20 września 1980: Los Angeles, CA - Los Angeles Sports Arena
- 27 września 1980: Toronto, ON, Kanada - Maple Leaf Gardens
- 3 października 1980: Rapid City, SD - Rushmore Civic Center
- 4 października 1980: Bismarck, ND - Bismarck Civic Center
- 6 października 1980: Salt Lake City, UT - Salt Palace
- 9 października 1980: Oakland, CA - Oakland Coliseum
- 10 października 1980: Oakland, CA - Oakland Coliseum
- 12 października 1980: San Diego, CA - San Diego Sports Arena
- 15 października 1980: Sioux Falls, SD - Sioux Falls Arena
- 16 października 1980: Des Moines, IA - Veterans Memorial Auditorium
- 17 października 1980: Lincoln, NE - Bob Devaney Sports Center
- 19 października 1980: Macomb, IL - Western Hall
- 21 października 1980: Terre Haute, IN - Hulman Center
- 22 października 1980: Lexington, KY - Rupp Arena
- 31 października 1980: Macon, GA - Macon Coliseum
- 1 listopada 1980: Augusta, GA - Augusta Civic Center
- 5 listopada 1980: Champaign, IL - Assembly Hall
- 7 listopada 1980: Evansville, IN - Roberts Municipal Stadium
- 8 listopada 1980: Huntsville, AL - Von Braun Civic Center
- 12 listopada 1980: Savannah, GA - Savannah Civic Center
- 14 listopada 1980: St. Petersburg, FL - Bayfront Center
- 15 listopada 1980: Lakeland, FL - Lakeland Civic Center